# Ugo Gregoretti
Pour les articles homonymes, voir Gregoretti.
Ugo Gregoretti, né le 28 septembre 1930 à Rome et mort le 5 juillet 2019 dans la même ville, est un réalisateur, journaliste, auteur et intellectuel italien.

## Biographie
Ugo Gregoretti tourne avec Roberto Rossellini, Jean-Luc Godard et Pier Paolo Pasolini, la dernière partie du film Rogopag en 1963, titre composé des premières lettres des noms des réalisateurs.
Directeur du Teatro Stabile di Torino (it) de 1985 à 1989, il est aussi le créateur et directeur du Festival Città di Benevento 1980 à 1989.
Il a aussi travaillé dans des films en tant qu'acteur.
Il a enseigné le cours Disciplines du spectacle à l'Università degli Studi Suor Orsola Benincasa (it) de Naples, où il enseigne Éléments de direction artistique et scénaristique.
Il publie son autobiographie en 2006, Finale aperto. Vita scritta da se stesso.
Ugo Gregoretti est mort dans sa maison de Rome le 5 juillet 2019 à l'âge de 88 ans.

## Œuvres

### Cinéma
- 1962 : I nuovi angeli (it)
- 1963 : Rogopag, segment Le Poulet de grain (Il pollo ruspante)
- 1963 : Omicron
- 1964 : Les Plus Belles Escroqueries du monde, segment La Feuille de route (Foglio di via)
- 1965 : Ah ! Les Belles Familles (Le belle famiglie)
- 1969 : Apollon - Una fabbrica occupata (it)
- 1976 : Pudeurs à l'italienne (Il comune senso del pudore) d'Alberto Sordi
- 1988 : Domani, domani (Domani accadrà) de Daniele Luchetti
- 1989 : Maggio musicale (it)

### Télévision
- 1954 Semaforo
- 1960 La Sicilia del Gattopardo (prix Italia 1960)
- 1960  Controfagotto (it)
- 1968 Il circolo Pickwick (it) du roman de Charles Dickens
- 1973 Le tigri di Mompracem
- 1975 Romanzo popolare italiano
- 1976 Vientos del pueblo - Gli Inti-Illimani nel Sannio e nel Matese (documentaire Rai)
- 1977 Le uova fatali du roman de Mikhaïl Boulgakov
- 1978 Tre ore dopo le nozze
- 1979 La casta fanciulla di Cheapside
- 1979 Ma che cos'è questo amore
- 1980 Straparole
- 1982 Viaggio a Goldonia
- 1991 Sottotraccia (it)
- 1992 Domenica in
- 1996 Il conto Montecristo (it)
- 1998-1999 Lezioni di design

### Théâtre
- 2003 Il mio '900